# Chez les Hyperboréens
Chez les Hyperboréens est un roman de Miloš Crnjanski, paru en 1966, qui serait une tentative d’autobiographie romancée de 600 pages. Le nom de l’auteur apparaît au moins une fois dans un dialogue.

## Contenu
Le narrateur, vers 1965, raconte son séjour à Rome (Italie) en 1940, et au début de 1941, en tant qu’attaché de presse à l’ambassade de Serbie auprès de l’État italien, dans un contexte historique et politique particuliers, de catastrophe annoncée et imminente.
Le texte évoque surtout le contexte personnel, soirées, sorties, rencontres, et très peu le travail officiel.
Une activité importante est de réorganiser ses souvenirs des années précédentes, concernant ses séjours en Scandinavie, principalement ses excursions au Spitzberg. Une grande partie des pensées et des relations avec les autres personnages du même milieu consiste en remémoration de cet intérêt pour les « Hyperboréens », ce qui permet d’établir des liens surprenants, cachés, oubliés, entre les sociétés, les lieux et les époques, y compris celles de Tibère, Michel-Ange, etc.